# Васильев, Андрей Александрович (гребец)
Андре́й Алекса́ндрович Васи́льев (27 июня 1962, Ленинград) — советский гребец, серебряный призёр Олимпийских игр. Заслуженный мастер спорта СССР (1985).

## Карьера
На Олимпиаде в Сеуле Андрей в составе восьмёрки выиграл серебряную медаль. Тренировался у Эдуарда Лина.